# Форма aaba
Форма aaba, або 32-тактова форма (англ. The thirty-two-bar form) — термін, що позначає просту двочастинну форму в популярній музиці. Ця форма широко використовується в різних напрямках рок-, поп-музики і джазу, починаючи з музики Тін Пен Еллі. На думку дослідників ця форма викристалізовувалася в 1910-х роках, проте стає «принциповою» в 1925–1926 роках.
«В цій формі музична структура кожного приспіву складається з чотирьох восьмитактових побудов за моделлю AABA… Тисячі платівок Тін Пен Еллі позичають цю схему і Адорно цілком правий, коли доводить, що така форма є цілком передбачуваною для слухачів…».
Розділ А, або куплет звичайно завершений гармонічно, і кадансує на тоніці. Розділ B може трактуватись як середня частина може (англ. bridge) або як імпровізаційний програш (англ. release). Цій частині властиві модуляції, що робить її гармонічно відкритою, закінчується частина звичайно в домінантовій тональності, готуючи повернення до куплету.
Одним з класичних прикладів форми AABA є пісня «I Got Rhythm» та її акордовою послідовністю: «Rhythm changes».

## Тін Пен Еллі
Більшість пісень Тін Пен Еллі складаються з куплету або «секційного куплету (англ. sectional verse)», та рефрену, або «секційного рефрену (англ. sectional refrain)», звичайно у 32-тактовій формі. Секційний куплет звичайно пропускається сучасними виконавцями і тому рефрен залишається єдиною виконуваною та відомою секцією. Найвідомішим, напевно, прикладом є пісня «Somewhere Over the Rainbow», що, однак, написана в повній схемі AABA, повтор двох куплетів та заключення на матеріали середньої частини.

## Пізніші рок- та поп-композиції
32-тактові форми часто використовували в рок-музиці в 1950-х та 60-х, після чого більше розповсюдження отримала куплетна форма. Приклади 32-тактової форми:
- Джеррі Лі Льюїс «Great Balls of Fire» (1957)
- The Everly Brothers' «All I Have to Do Is Dream» (1958)
- The Shirelles «Will You Still Love Me» (1960)
- The Beach Boys «Surfer Girl» (1963),
- The Beatles, «From Me to You» (1963) та «Hey Jude» (1968).

Бріл Білдінг та інші творці, зокрема Джон Леннон і Пол Макартні, часто використовували видозмінену 32-тактову форму, змінюючи кількість тактів в окремих або в усіх секціях. Наприклад:
- The Beatles, «I Want to Hold Your Hand»

Складна форма AABA є поєднанням форми AABA як середньої частини (B) що контрастує та готує повернення пари куплет-приспів (A). Пісня Police «Every Breath You Take» (1983) містить 32-тактову секцію, контрасну середину, та репризу 32-тактової секції, створюючи складну трьохчастинну форму ABA з двома двочастинними AABA. Інші приклади:
- Boston, «More Than a Feeling» (1976)
- Righteous Brothers, «You've Lost That Lovin' Feelin'» (1964)
- Led Zeppelin, «Whole Lotta Love» (1969)
- Tom Petty, «Refugee» (1979)[6]